# 広島市立毘沙門台小学校
広島市立毘沙門台小学校（ひろしましりつ びしゃもんだいしょうがっこう）は、広島県広島市安佐南区毘沙門台三丁目にある公立小学校。

## 概要
広島市街地の北、権現山山麓に造成された毘沙門台団地にある小学校。児童数は371名（2012年4月現在）。

## 沿革
- 1980年（昭和55年）4月1日 - 安東小学校より分離開校。同7日に開校式挙行。
- 1982年（昭和57年）3月30日 - 南校舎完成
- 1986年（昭和61年）5月1日 - 校内に毘沙門台児童館を設置
- 1989年（平成元年）11月12日 - 創立10周年記念式典
- 1993年（平成5年）3月22日 - 校地拡張
- 2007年（平成19年）4月1日 - 2学期制導入

## 学区
- 広島市安佐南区
  - 大町東四丁目（一部）
  - 毘沙門台東一丁目～二丁目
  - 毘沙門台一丁目（緑井小学校区を除く）、同二丁目、同三丁目、同四丁目（安東小学校区を除く）
  - 上安町（一部）

上記地域は毘沙門台団地にあたる。出典は次の通り。

## 進路
卒業生は基本的に広島市立安佐中学校に進学するが広島学院中学校や修道中学校に進学する生徒をはじめとする私立・国立中学校に進学する生徒もいる。

## 交通アクセス
- 広島交通、毘沙門台・サンハイツ線「毘沙門台小学校前」停より徒歩すぐ。同線「毘沙門台三丁目」停より歩いて2～3分程度。
- アストラムライン毘沙門台駅より徒歩20分。

## 付近の学校
- 広島市立安佐中学校
- 広島県立安古市高等学校